# Everton Football Club 1969-1970
Questa voce raccoglie le informazioni riguardanti l'Everton Football Club nelle competizioni ufficiali della stagione 1969-1970.

## Maglie e sponsor
Rimangono invariate le divise con maglia blu e colletto a girocollo bianco. Seconda divisa con maglia gialla, calzoncini blu e calzettoni gialli.
| Manica sinistra · Maglietta · Maglietta · Manica destra · Pantaloncini · Calzettoni |

## Rosa
| N. |                        | Ruolo | Calciatore      |
| -- | ---------------------- | ----- | --------------- |
|    | Inghilterra (bandiera) | P     | Andy Rankin     |
|    | Inghilterra (bandiera) | P     | Gordon West     |
|    | Inghilterra (bandiera) | D     | Tommy Wright    |
|    | Inghilterra (bandiera) | D     | Keith Newton    |
|    | Inghilterra (bandiera) | D     | Brian Labone    |
|    | Inghilterra (bandiera) | D     | Roger Kenyon    |
|    | Scozia (bandiera)      | D     | Sandy Brown     |
|    | Inghilterra (bandiera) | D     | Frank D'Arcy    |
|    | Inghilterra (bandiera) | C     | James Alan Ball |
|    | Inghilterra (bandiera) | C     | Alan Whittle    |
|    | Inghilterra (bandiera) | C     | Harry Bennett   |

| N. |                             | Ruolo | Calciatore       |
| -- | --------------------------- | ----- | ---------------- |
|    | Inghilterra (bandiera)      | C     | Bill Brindle     |
|    | Irlanda del Nord (bandiera) | C     | Tommy Jackson    |
|    | Inghilterra (bandiera)      | C     | Colin Harvey     |
|    | Inghilterra (bandiera)      | C     | John Hurst       |
|    | Inghilterra (bandiera)      | C     | Howard Kendall   |
|    | Inghilterra (bandiera)      | A     | Joe Royle        |
|    | Inghilterra (bandiera)      | A     | Johnny Morrissey |
|    | Inghilterra (bandiera)      | A     | Jimmy Husband    |
|    | Galles (bandiera)           | A     | Gerald Humphreys |

## Risultati

### First Division
| Londra 9 agosto 1969 | Arsenal | 0 – 1 | Everton | Highbury Stadium (44,364 spett.) |

| Manchester 13 agosto 1969 | Manchester Utd | 0 – 2 | Everton | Old Trafford (57,752 spett.) |

| Liverpool 16 agosto 1969 | Everton | 2 – 1 | Crystal Palace | Goodison Park (51,241 spett.) |

| Liverpool 19 agosto 1969 | Everton | 3 – 0 | Manchester Utd | Goodison Park (53,185 spett.) |

| Manchester 23 agosto 1969 | Manchester City | 1 – 1 | Everton | Maine Road (43,366 spett.) |

| Liverpool 26 agosto 1969 | Everton | 2 – 1 | Sheffield Weds | Goodison Park (46,480 spett.) |

| Liverpool 30 agosto 1969 | Everton | 3 – 2 | Leeds Utd | Goodison Park (53,253 spett.) |

| Derby 6 settembre 1969 | Derby County | 2 – 1 | Everton | Baseball Ground (37,708 spett.) |

| Liverpool 13 settembre 1969 | Everton | 2 – 0 | West Ham Utd | Goodison Park (49,052 spett.) |

| Newcastle 17 settembre 1969 | Newcastle Utd | 1 – 2 | Everton | St James' Park (37,094 spett.) |

| Ipswich 20 settembre 1969 | Ipswich Town | 0 – 3 | Everton | Portman Road (23,258 spett.) |

| Liverpool 27 settembre 1969 | Everton | 4 – 2 | Southampton | Goodison Park (36,119 spett.) |

| Wolverhampton 4 ottobre 1969 | Wolverhampton | 2 – 3 | Everton | Molineux Stadium (40,838 spett.) |

| Londra 8 ottobre 1969 | Crystal Palace | 0 – 0 | Everton | Selhurst Park (33,967 spett.) |

| Liverpool 11 ottobre 1969 | Everton | 3 – 1 | Sunderland | Goodison Park (47,261 spett.) |

| Liverpool 18 ottobre 1969 | Everton | 6 – 2 | Stoke City | Goodison Park (48,663 spett.) |

| Coventry 25 ottobre 1969 | Coventry City | 0 – 1 | Everton | Highfield Road (37,816 spett.) |

| Liverpool 1º novembre 1969 | Everton | 1 – 0 | Nottingham Forest | Goodison Park (49,610 spett.) |

| West Bromwich 8 novembre 1969 | West Bromwich | 2 – 0 | Everton | The Hawthorns (34,298 spett.) |

| Londra 15 novembre 1969 | Chelsea | 1 – 1 | Everton | Stamford Bridge (49,895 spett.) |

| Liverpool 21 novembre 1969 | Everton | 2 – 1 | Burnley | Goodison Park (46,380 spett.) |

| Liverpool 6 dicembre 1969 | Everton | 0 – 3 | Liverpool | Goodison Park (57,370 spett.) |

| Londra 13 dicembre 1969 | West Ham Utd | 0 – 1 | Everton | Boleyn Ground (26,689 spett.) |

| Liverpool 20 dicembre 1969 | Everton | 1 – 0 | Derby County | Goodison Park (44,914 spett.) |

| Liverpool 23 dicembre 1969 | Everton | 1 – 0 | Manchester City | Goodison Park (51,864 spett.) |

| Leeds 27 dicembre 1969 | Leeds Utd | 2 – 1 | Everton | Elland Road (46,770 spett.) |

| Liverpool 10 gennaio 1970 | Everton | 3 – 0 | Ipswich Town | Goodison Park (42,510 spett.) |

| Southampton 17 gennaio 1970 | Southampton | 2 – 1 | Everton | St. Mary's Stadium (27,156 spett.) |

| Liverpool 24 gennaio 1970 | Everton | 0 – 0 | Newcastle Utd | Goodison Park (42,845 spett.) |

| Wolverhampton 31 gennaio 1970 | Everton | 1 – 0 | Wolverhampton | Molineux Stadium (45,681 spett.) |

| Liverpool 14 febbraio 1970 | Everton | 2 – 2 | Arsenal | Goodison Park (48,564 spett.) |

| Liverpool 21 febbraio 1970 | Everton | 0 – 0 | Coventry City | Goodison Park (45,934 spett.) |

| Nottingham 28 febbraio 1969 | Nottingham Forest | 1 – 1 | Everton | City Ground (29,174 spett.) |

| Burnley 7 marzo 1970 | Burnley | 1 – 2 | Everton | Turf Moor (21,114 spett.) |

| Londra 11 marzo 1970 | Tottenham | 0 – 1 | Everton | White Hart Lane (27,764 spett.) |

| Liverpool 14 marzo 1970 | Everton | 3 – 2 | Tottenham | Goodison Park (51,533 spett.) |

| Liverpool 28 marzo 1970 | Everton | 3 – 2 | Chelsea | Goodison Park (54,496 spett.) |

| Stoke-on-Trent 30 marzo 1970 | Stoke City | 0 – 1 | Everton | Victoria Ground (58,337 spett.) |

| Liverpool 1º aprile 1970 | Everton | 2 – 0 | West Bromwich | Goodison Park (33,111 spett.) |

| Sheffield 4 aprile 1970 | Sheffield Weds | 0 – 1 | Everton | Hillsborough Park (58,523 spett.) |

| Sunderland 8 aprile 1970 | Sunderland | 0 – 0 | Everton | Roke Park (30,690 spett.) |

### FA Cup
| Sheffield 3 gennaio 1970 | Sheffield Utd | 2 – 1 | Everton | Bramall Lane (29,116 spett.) |

### League Cup
| Darlington 3 settembre 1969 | Darlington | 0 – 1 | Everton | Feethams (13,860 spett.) |

| Londra 24 settembre 1969 | Arsenal | 0 – 0 | Everton | Highbury Stadium (36,119 spett.) |

| Liverpool 1º ottobre 1969 | Everton | 1 – 0 | Arsenal | Goodison Park (41,140 spett.) |

| Manchester 15 ottobre 1969 | Manchester City | 2 – 0 | Everton | Maine Road (45,643 spett.) |

## Statistiche

### Statistiche di squadra
| Competizione   | Punti | In casa | In casa | In casa | In casa | In casa | In casa | In trasferta | In trasferta | In trasferta | In trasferta | In trasferta | In trasferta | Totale | Totale | Totale | Totale | Totale | Totale | DR  |
| Competizione   | Punti | G       | V       | N       | P       | Gf      | Gs      | G            | V            | N            | P            | Gf           | Gs           | G      | V      | N      | P      | Gf     | Gs     | DR  |
| -------------- | ----- | ------- | ------- | ------- | ------- | ------- | ------- | ------------ | ------------ | ------------ | ------------ | ------------ | ------------ | ------ | ------ | ------ | ------ | ------ | ------ | --- |
| First Division | 66    | 21      | 17      | 3       | 1       | 46      | 19      | 21           | 12           | 5            | 4            | 26           | 15           | 42     | 29     | 8      | 5      | 72     | 34     | +38 |
| FA Cup         | -     | -       | -       | -       | -       | -       | -       | 1            | 0            | 0            | 1            | 1            | 2            | 1      | 0      | 0      | 1      | 1      | 2      | -1  |
| League Cup     | -     | 1       | 1       | 0       | 0       | 1       | 0       | 3            | 1            | 1            | 1            | 1            | 2            | 4      | 2      | 1      | 1      | 2      | 2      | 0   |
| Totale         | -     | 22      | 18      | 3       | 1       | 47      | 19      | 25           | 13           | 6            | 6            | 28           | 19           | 47     | 31     | 9      | 7      | 75     | 38     | +37 |

### Statistiche dei giocatori
| Giocatore    | First Division | First Division | First Division | First Division | FA Cup   | FA Cup | FA Cup      | FA Cup     | Coppa di Lega | Coppa di Lega | Coppa di Lega | Coppa di Lega | Totale   | Totale | Totale      | Totale     |
| Giocatore    | Presenze       | Reti           | Ammonizioni    | Espulsioni     | Presenze | Reti   | Ammonizioni | Espulsioni | Presenze      | Reti          | Ammonizioni   | Espulsioni    | Presenze | Reti   | Ammonizioni | Espulsioni |
| ------------ | -------------- | -------------- | -------------- | -------------- | -------- | ------ | ----------- | ---------- | ------------- | ------------- | ------------- | ------------- | -------- | ------ | ----------- | ---------- |
| A. Ball      | 37             | 10             | 0              | 0              | 1        | 1      | 0           | 0          | 3             | 1             | 0             | 0             | 41       | 12     | 0           | 0          |
| H. Bennett   | 0              | 0              | 0              | 0              | 0        | 0      | 0           | 0          | 1             | 0             | 0             | 0             | 1        | 0      | 0           | 0          |
| B. Brindle   | 0              | 0              | 0              | 0              | 0        | 0      | 0           | 0          | 1             | 0             | 0             | 0             | 1        | 0      | 0           | 0          |
| S. Brown     | 36             | 0              | 0              | 0              | 1        | 0      | 0           | 0          | 4             | 0             | 0             | 0             | 41       | 0      | 0           | 0          |
| F. D'Arcy    | 5              | 0              | 0              | 0              | 0        | 0      | 0           | 0          | 0             | 0             | 0             | 0             | 5        | 0      | 0           | 0          |
| C. Harvey    | 35             | 3              | 0              | 0              | 0        | 0      | 0           | 0          | 3             | 0             | 0             | 0             | 38       | 3      | 0           | 0          |
| G. Humphreys | 1              | 0              | 0              | 0              | 0        | 0      | 0           | 0          | 1             | 0             | 0             | 0             | 2        | 0      | 0           | 0          |
| J. Hurst     | 42             | 5              | 0              | 0              | 1        | 0      | 0           | 0          | 3             | 0             | 0             | 0             | 46       | 5      | 0           | 0          |
| J. Husband   | 30             | 6              | 0              | 0              | 0        | 0      | 0           | 0          | 2             | 0             | 0             | 0             | 32       | 6      | 0           | 0          |
| T. Jackson   | 15             | 0              | 0              | 0              | 1        | 0      | 0           | 0          | 1             | 0             | 0             | 0             | 17       | 0      | 0           | 0          |
| H. Kendall   | 36             | 4              | 0              | 0              | 1        | 0      | 0           | 0          | 4             | 1             | 0             | 0             | 41       | 5      | 0           | 0          |
| R. Kenyon    | 9              | 0              | 0              | 0              | 0        | 0      | 0           | 0          | 1             | 0             | 0             | 0             | 10       | 0      | 0           | 0          |
| B. Labone    | 36             | 0              | 0              | 0              | 1        | 0      | 0           | 0          | 4             | 0             | 0             | 0             | 41       | 0      | 0           | 0          |
| J. Morrissey | 41             | 9              | 0              | 0              | 1        | 0      | 0           | 0          | 3             | 0             | 0             | 0             | 45       | 9      | 0           | 0          |
| K. Newton    | 12             | 0              | 0              | 0              | 1        | 0      | 0           | 0          | 0             | 0             | 0             | 0             | 13       | 0      | 0           | 0          |
| J. Royle     | 42             | 23             | 0              | 0              | 1        | 0      | 0           | 0          | 4             | 0             | 0             | 0             | 47       | 23     | 0           | 0          |
| G. West      | 42             | 0              | 0              | 0              | 1        | 0      | 0           | 0          | 4             | 0             | 0             | 0             | 47       | 0      | 0           | 0          |
| A. Whittle   | 15             | 11             | 0              | 0              | 1        | 0      | 0           | 0          | 2             | 0             | 0             | 0             | 18       | 11     | 0           | 0          |
| T. Wright    | 42             | 1              | 0              | 0              | 1        | 0      | 0           | 0          | 4             | 0             | 0             | 0             | 47       | 1      | 0           | 0          |